# Rádio Capital (Rio de Janeiro)
Rádio Capital é uma emissora de rádio brasileira da cidade do Rio de Janeiro. Opera na frequência 1030 kHz e em 102,9 MHz, sendo essa ultima com concessão em Niterói. Atualmente pertence à Igreja Pentecostal Deus É Amor, retransmitindo a programação da Rádio Deus é Amor.

## História
Era a antiga Rádio Clube Fluminense, tendo sido adquirida por Rubens Berardo em 1948. Pertencia ao mesmo grupo que administrava a TV Continental, canal 9 do Rio de Janeiro.
A Continental era sediada em Niterói, onde ficava o estúdio principal. Um outro estúdio estava localizado no Rio de Janeiro, de onde era transmitida a programação esportiva e jornalística.
A emissora ficou marcada pela presença na área do jornalismo. Na década de 1950, o “Comandos Continental" priorizava o jornalismo nas ruas, direto nos locais de acontecimento. 
Outra área de destaque da Continental era o esporte. A emissora teve nomes como Waldir Amaral, Halmalo Silva e Carlos Marcondes. 
Na década de 1980, a emissora passou a se chamar Rádio Capital, após ser vendida à Rádio Capital de São Paulo. Posteriormente, foi repassada à Igreja Pentecostal Deus é Amor, passando a ser afiliada da Rádio Deus é Amor.
Em fevereiro de 2021, a Rádio Deus é Amor no Rio de Janeiro passou a ocupar os 102,9 MHz em FM, frequência que pertencia à Rádio Cidade